# Abies mariesii
Abies mariesii е вид ела от семейство Борови (Pinaceae). Видът е незастрашен от изчезване.

## Разпространение
Разпространен е в Япония.